# Фолкманис, Индулис
И́ндулис Фо́лкманис (латыш. Indulis Folkmanis; 5 мая 1939, Барбеле, Баусский район, Латвия) — выдающийся латвийский скульптор, создатель множества скульптур, памятников, стел и памятных знаков.

## Биография

### Детство и юность
Индулис Фолкманис происходит из небольшой семьи рабочих в деревне Барбеле, Баусского района Латвии. Его отец был каменщиком, а мать санитаркой в местном докторате.
За неделю до Великой Отечественной войны пропадает отец Индулиса, уехавший в Ригу ремонтировать часы, но так и не вернувшийся обратно. Поэтому Индулиса воспитывала его мать Матильда.
В 1944 году при наступлении фронта мать вместе с сыном и сестрой Ольгой бегут в Лиепаю, откуда на корабле отправляются в столицу Дании Копенгаген, который в то время был оккупирован немцами.
До капитуляции фашистской Германии им пришлось прятаться в Геленау, где мать Индулиса работала уборщицей, а сестра Матильды подсобницей на заводе.
После войны Индулис вместе с матерью возвращается в Латвию.
В 1945 году Индулис идёт в первый класс Барбельской начальной школы, где со временем учителя, разглядев в нём талант к рисованию, доверяют изготовление декораций к школьным спектаклям.
Закончив основную школу, он продолжает обучение в средней школе до которой, ему приходится добираться 10 километров на велосипеде.

### Творческая деятельность в Латвийской ССР
В 1954 году по совету преподавателя английского языка, мать отправляет Индулиса учиться в Ригу в Рижскую школу прикладного искусства по специальности скульптура.
Окончив академическую учёбу в 1959 году, он в 1965 году защищает дипломную работу «Пограничник», после чего по распределению Министерства Культуры ЛССР его направляют в Даугавпилс.
Там он становится главным художником города. Через некоторое время Фолкманис занимает должность художественного руководителя Даугавпилсского художественного и краеведческого музея.
В 1967 году Индулис Фолкманис изготавливает бронзовый бюст посвящённый 100 летнему юбилею Райниса, который торжественно устанавливают перед зданием Даугавпилсского педагогического университета (сейчас Даугавпилсский университет).
После этого автор не справляясь с одновременной работой в музее и вне его, покидает должность художественного руководителя и полностью посвящает себя работе над стелой «Двинцы». Эту работу Индулис Фолкманис выполняет в технике чеканки по меди. Законченную стелу устанавливают перед новым зданием железнодорожного вокзала в 1967 году.
Спустя некоторое время Фолкманис принимается за работу над обелиском освободителям города в Великой Отечественной войне 1941—1945 года. Работа над 14-метровым рельефным медным кольцом и штыком завершается в 1969 году, после чего его устанавливают в Сквере Славы (Новое Строение).

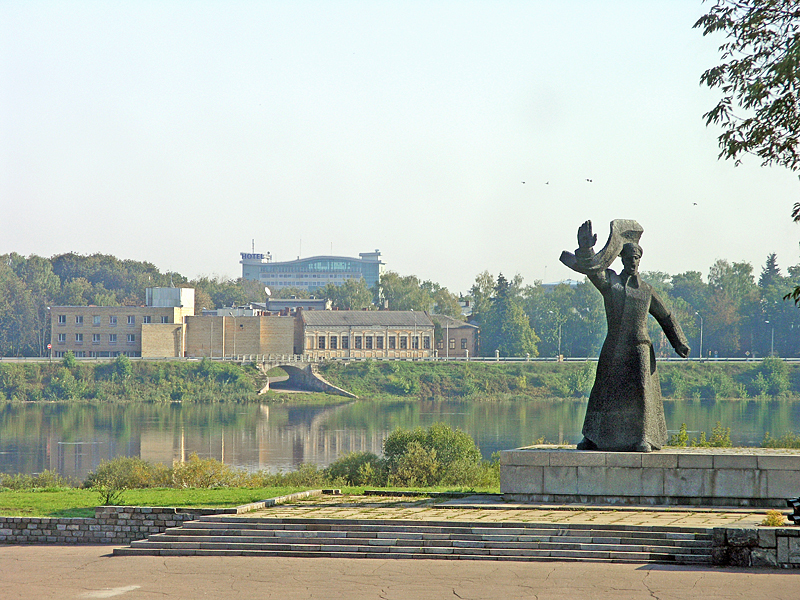
Памятник Защитникам города, на заднем плане река Даугава, районная управа и гостиница «Park Hotel Latgola»

С 1970 по 1975 год Индулис Фолкманис создаёт «Памятник латышским стрелкам», («Памятник защитникам города»), 9,5 тонную фигуру латышского стрелка, в соавторстве с архитектором В. А. Калниньшем.
Памятник поражает своей монументальностью и размерами, дополняя береговую линию Даугавы.

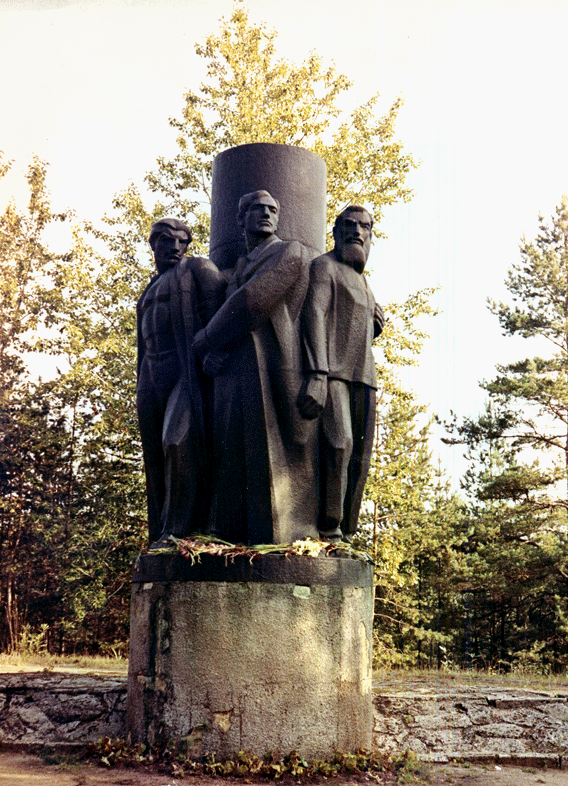
Мемориал жертвам фашизма в Межциемсе, реконструкция И. Фолкманиса

В 1973 году вступает в Латвийский союз художников.
Позднее Фолкманис создаёт памятные камни в Даугавписском районе, посвящённые: орнитологу К. Григулису в Салиене, селекционеру П. Сукатниеку в Бебрене и Старому Стендеру в Эглайне.
Позже Индулис Фолкманис в технике кованной меди создаёт горельеф для фасада Даугавпилсской музыкальной школы (1972), серию тематических медалей «Мой город» («Mana pilsēta»)(1970) и «Студентка» («Studente»)(1971), кованный герб города на 9-и этажном жилом доме на Новом Строении, посвящённый юбилею города (1978), реконструирует Мемориал жертвам фашизма в Межциемсе (1976—1979), изготавлтвает горельеф для фасада здания Даугавпилсского ЗАГС-а, созданный по модели М.Купча (1980).

### Творческая деятельность после Перестройки
1988 год ознаменовался для Фолкманиса началом работы над воссозданием символа Латгалии — памятника «Едины для Латвии», который много раз сносился и строился заново в течение 20 века.
Работал он над ним не один, а вместе с Андреем Янсоном, но, несмотря на это, работа над памятником протекала медленно.
Памятник был готов только в 1992 году. Его отлили в Эстонии.
С течением времени автор создаёт памятник посвящённый «Латгальскому партизанскому полку» в Балвы и памятник «Мать Латгалия плачет», посвящённый жертвам оккупации Латвии в Краславе.
В 1999 году, 4 мая, Индулис Фолкманис получил наивысшую награду Латвии Орден Трёх Звёзд.

### Семья
В 1965 году 31 декабря в поселке Пелечи, Индулис Фолкманис женился на Ирене Русине.
Ирена Фолкмане также внесла большой вклад в развитие и жизнь Даугавпилса, она возглавляла Дом культуры Даугавпилса, 14 лет руководила драматическим коллективом, до 2009 года 26 лет возглавляла городской ЗАГС.
У Индулиса и Ирены Фолкмане пять внуков и двое детей. Старший сын Иво, окончил Академию художеств в Риге и помогал отцу в восстановлении медного памятника «Маталь Латгалия плачет» в Краславе, создал скульптуру черепахи в Даугавпилсе, которая установлена на улице Ригас рядом с костёлом Святого Петра. Сейчас работает в Даугавпилсском художественном центре имени Марка Ротко оформителем выставок. Младший сын Янис получил образование в Сельхозакадемии в Елгаве, его специальность связана с лесом. Внучка Индулиса Фолкманиса Марта учится в Рижской средней школе искусства и дизайна.

### Произведения автора

#### Даугавпилс
- Бюст посвящённый 100 летию латышского народного поэта Райниса. Бронза, 1967.
- Стела «Двинцы» на привокзальной площади. Чеканка по меди, 1967 год.
- Обелиск в Сквере Славы (Новое Строение), 1970, 14-метровое рельефное медное кольцо и штык.
- Серия медалей «Мой город» («Mana pilsēta»), 1970.
- Серия медалей «Студентка» («Studente»), 1971.
- Горельеф на здании музыкальной школы, 1972.
- Декор посвящённый юбилею города Даугавпилса, 1978.
- Герб города Даугавпилса к юбилею города, 1978, медь.
- Горельеф на здании городского ЗАГС-а, 1980, по модели М.Купча.
- Памятник защитникам города (Грива), 1975, скульптор Индулис Фолкманис, архитектор В. А. Калныньш.
- Мемориал жертвам фашизма в Межциемсе (Даугавпилс), в данный момент на месте скульптуры установлена новая стела. Первоначальный вариант: известковый туф, 1960, скульптор Х. Спринцис, архитектор З. Абелите. Реконструкция: 1976–1979, Индулис Фолкманис. Медная облицовка украдена в начале 90–х годов.

#### Резекне
- Скульптурная композиция «Едины для Латвии», восстановление утраченного памятника. В соавторстве с А.Янсоном. 1988–1992.

#### Илуксте
- Памятник латышскому поэту и общественному деятелю Райнсу, 1990, бронза, установлен напротив Илукстской средней школы № 1 в память о пребывании Райниса при открытии школы в 1927 году.

#### Балвы
- Скульптура «Латгальский партизанский полк», 1992–1994.

#### Краслава
- Памятник «Мать Латгалия плачет», посвящённый жертвам оккупационного режима в Краславе, 2002–2003, в соавторстве с сыном Иво Фолкманисом.[2]

#### Остальные работы
- Памятный камень посвящённый орнитологу К.Григулису в Салиене.
- Памятный камень посвящённый слекционеру П.Сукатниеку в Бебрене.
- Памятный камень посвящённый Старому Стендеру в Эглайне.